# Nozu Michitsura

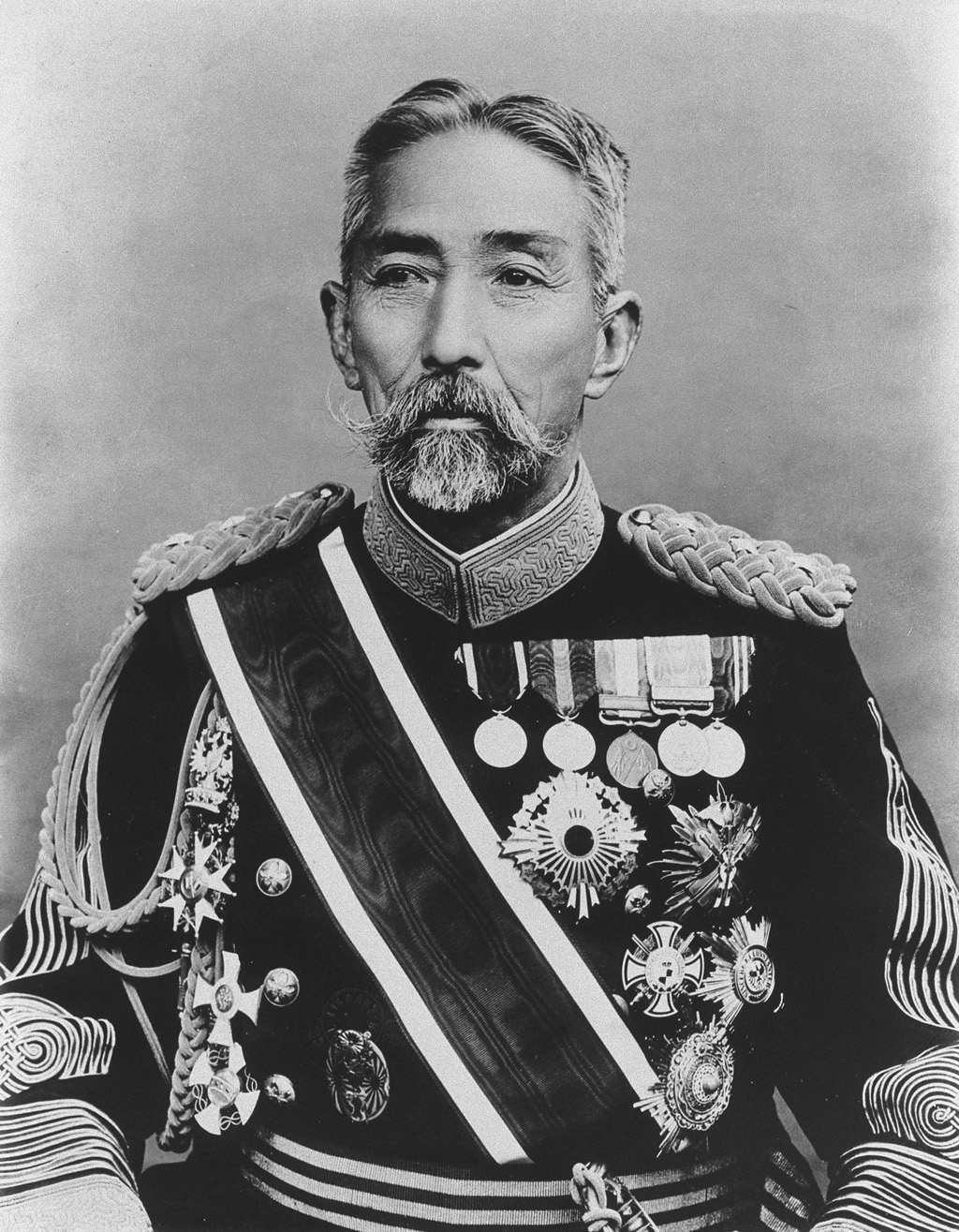
Nozu Michitsura, etwa 1906

Markgraf Nozu Michitsura (jap. 野津 道貫; * 17. Dezember 1840 in Kagoshima; † 18. Oktober 1908) war ein japanischer Generalfeldmarschall (Gensui).

## Leben
Er wurde als Sohn eines Samurais des Lehens Satsuma geboren. 1871 wurde er zum Major in der Kaiserlich Japanischen Armee befördert. Danach diente er als Generalstabschef in der 2. Brigade während der Satsuma-Rebellion. 1878 wurde er Oberbefehlshaber des Militärdistrikts Tokio. 1884 wurde er auf eine Europareise geschickt, um die militärischen Systeme der europäischen Großmächte zu studieren. Nach seiner Rückkehr nach Japan übernahm er die 5. Division im Militärdistrikt Hiroshima. Während des ersten Japanisch-Chinesischen Krieges war er Befehlshaber der 1. Armee und wurde zum General befördert. Seine späteren Stationen waren Befehlshaber der Kaiserlichen Garde, Generalinspekteur und Militärischer Berater. Während des Russisch-Japanischen Krieges kommandierte er die 4. Armee. In der Schlacht von Hsimucheng schlug er die Kaiserlich Russische Armee und nahm maßgeblich an der Schlacht von Mukden teil.
Nach dem Krieg wurde Nozu 1906 zum Feldmarschall befördert und im Jahre 1907 nach dem japanischen Adelssystem des Kazoku zum koshaku (Markgraf) ernannt, wodurch er ab September auch einen Sitz im Kizokuin, dem japanischen Oberhaus, erhielt.

## Auszeichnungen
- Orden vom Goldenen Weih, 1. Klasse
- Großkreuz des Chrysanthemenorden